# Burg Zasteler Stein
Die Burg Zasteler Stein, auch Burg am Adamshof genannt, ist eine weitgehend abgegangene Höhenburg bei Oberried im Landkreis Breisgau-Hochschwarzwald in Baden-Württemberg.

## Geographische Lage
Der Burgstall liegt im hinteren Talabschnitt des Zastlertals auf 652 m ü. NN südöstlich des Adamshofes bei der Flur Burgacker. Unmittelbar oberhalb des historischen Sägewerks am Zastlerbach und nahe der Einmündung des Ödenbach erhebt sich auf rund 650 m ü. NN die dicht bewaldete Felskuppe des Burghügels.

## Geschichte
Aufgrund von Keramikfunden lässt sich ein Bestehen der Burg Zasteler Stein im 12. Jahrhundert nachweisen. Möglich erscheint ihre Gründung aber bereits vor 1050 durch den Bischof von Basel, der in der ersten Hälfte des 11. Jahrhunderts maßgeblich am Bergbaugeschehen im Breisgau, insbesondere auch im Zastlertal (ursprünglich Münschwende) beteiligt war. Ein Indiz hierfür findet sich im Burgnamen Zasteler Stein, der als Burg des Kastellans bzw. Burgvogtes gedeutet werden kann. Vermutlich diente die Anlage, neben der Wahrung herrschaftlicher Funktionen, der Sicherung der als wichtig erachteten bergbaulichen Aktivitäten in der näheren Region. Spätestens ab dem 14. Jahrhundert werden diese Rechte von den Herren von Weiler (siehe Schloss Stegen-Weiler) und den Herren von Falkenstein ausgeübt. Über das Ende der Burg am Adamshof liegen keine Erkenntnisse vor.

## Beschreibung

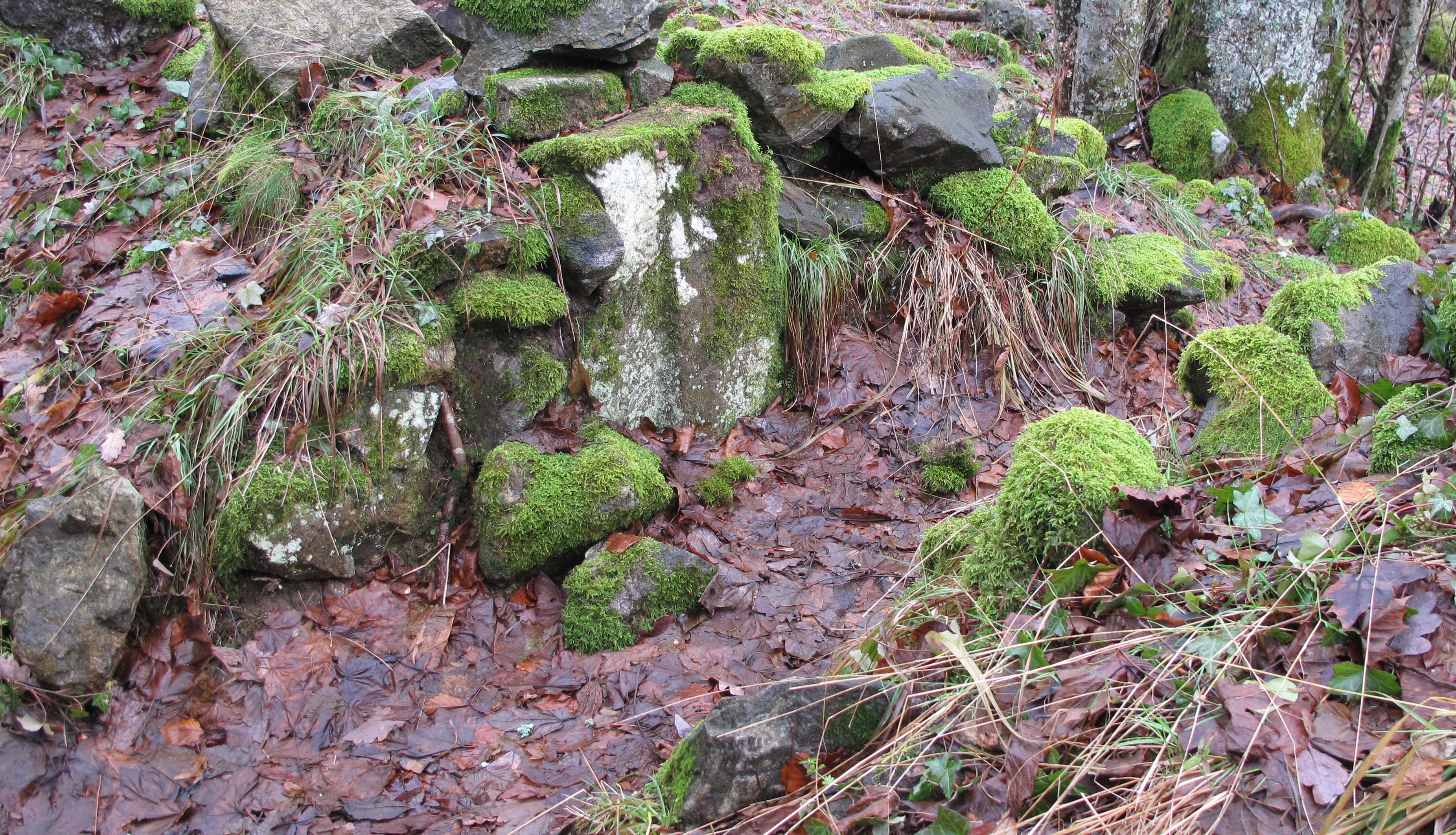
Türgewände im Mauergeviert des zentralen Hauptbaus

Kern der Anlage bildet ein 6 Meter hoher und an seinem Fuß etwa 25 Meter durchmessender Felshügel. Auf seiner Kuppe finden sich Reste eines 4 mal 4 Meter großen Mauergevierts aus Bruchstein – möglicherweise ein ehemaliges Turmgebäude. Sein ebenerdiger Zugang lag auf der Nordseite, von dem ein etwa 60 Zentimeter hohes Türgewände aus ortsfremden Sandstein erhalten blieb. Daran anschließend lassen sich geringe Mauerreste eines etwa 4 mal 6 Meter großen, rechteckigen Vorbaus sowie eines weiteren kleineren Vorwerks erkennen. Auf der Südseite der Burgstelle zeigen sich, beinahe über die gesamte Breite des Burghügels, die noch etwa einen Meter hohen, stark zerfallenen Reste einer Bruchsteinmauer. Der Zugang zur Burg lag vermutlich auf der Westseite, wo auch heute noch vom Ödenbach herauf ein ehemals befestigter etwa zwei Meter breiter Weg zur Burgstelle führt.